# José Manuel Díaz Gallego
José Manuel Díaz Gallego (Jaén, 18 de janeiro de 1995) é um ciclista espanhol que milita nas fileiras do conjunto Team Delko.
Destacou como amador ganhando em 2016 o Memorial Valenciaga.

## Palmarés
- 2020
  - 1 etapa do Tour de Ruanda[3]

- 2021
- Volta à Turquia, mais 1 etapa[4]

## Equipas
- Israel Cycling Academy[5]  (2017-2018)
- Team Vorarlberg-Santic[6] (2019)
- Delko [7] (2020-)
  - NIPPO DELKO One Provence (2020)
  - Team Delko (2021-)